# Benakanadoni, Hungund
Benakanadoni là một làng thuộc tehsil Hungund, huyện Bagalkot, bang Karnataka, Ấn Độ.